# Mémorial du Los Angeles Police Department
Le mémorial des officiers du Los Angeles Police Department tombés en service, en anglais : Los Angeles Police Department Memorial for Fallen Officers, est un monument situé sur une place surélevée au siège du LAPD, au 100 West 1st Street, dans le centre-ville de Los Angeles. Le mémorial a été financé par la Fondation de la police de Los Angeles, qui a recueilli les 750 000 dollars grâce à des dons privés. L'hommage original aux officiers tombés en service, qui se trouvait au Parker Center, a été détruit lors de son transport pour faire place à une nouvelle prison.

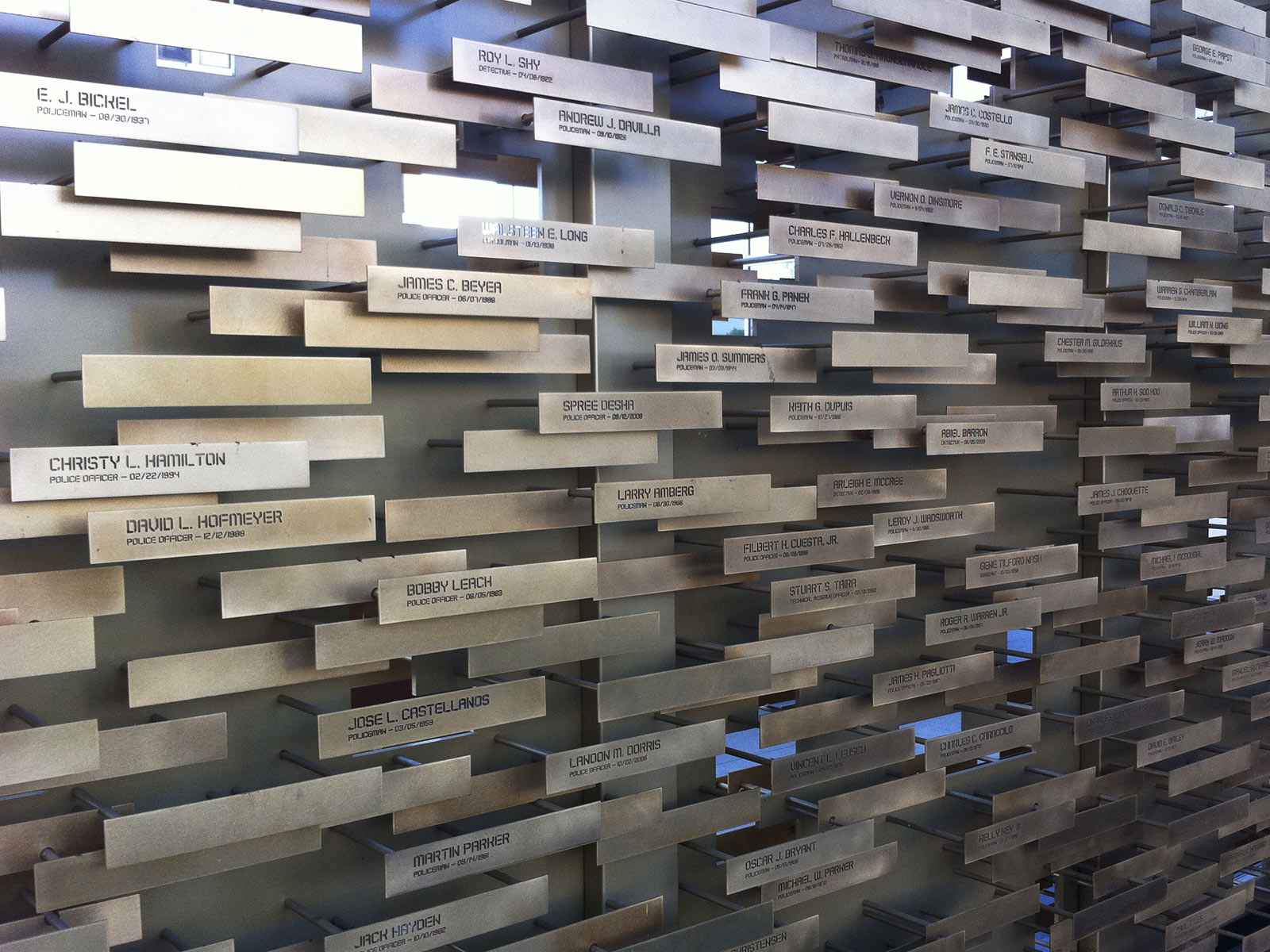
Détail du mur commémoratif du LAPD : chaque plaque est gravée au jet d'eau avec les noms des policiers tombés en service.

## Conception
Le mur commémoratif est conçu par une équipe dirigée par Robert Jernigan de la société Gensler.
Le mur est composé de plus de deux mille plaques en alliage de laiton , dont deux cent deux portent les noms de policiers tombés au combat. De loin, le mémorial apparaît comme un solide mur de laiton éclairé. À mesure que les visiteurs s'approchent, il devient évident que le mur est en fait un vaste assemblage de plaques de laiton discrètes et gravées, apparemment suspendues dans l'air et la lumière. Cette forme honore de manière dynamique le LAPD à la fois en tant que collectif dont le devoir est de protéger le public et en tant qu'individus dont le rôle est de servir le public. L'alliage de laiton fait référence aux insignes des policiers.

## Source de la traduction
- (en) Cet article est partiellement ou en totalité issu de l’article de Wikipédia en anglais intitulé « Los Angeles Police Department Memorial for Fallen Officers » (voir la liste des auteurs).